# Daishan Dao
Le Daishan Dao est un navire-hôpital type 920 de la marine de la République populaire de Chine. Il est également connu sous le nom de Peace Ark (l'arche de la paix) en temps de paix.

## Histoire
Le navire a été mis à l'eau en 2007 avec l'intention déclarée de donner à la Chine un moyen d'intervenir de manière plus rapide et plus efficace en cas de crises humanitaires à travers le monde. Cependant, il a été objecté qu'il permet également à la Chine d'étendre ces capacités de Marine de haute-mer.
Le 1er septembre 2010, le navire-hôpital s'engagea dans une mission de trois mois baptisée "Harmonious Mission 2010" (mission harmonieuse 2010) dans le golfe d'Aden avec un total de 428 officiers, dont 100 personnels médicaux. Le navire se rendit et fournit des soins médicaux à la population de Djibouti, de Tanzanie, du Kenya, des Seychelles et du Bangladesh,. Au cours de la mission, le navire visita également Cuba, le Costa Rica, la Jamaïque et Trinité-et-Tobago au cours de son premier voyage dans les Caraïbes.
En novembre 2013, le Daishan Dao fut déployée à Tacloban, aux Philippines, pour contribuer à la reconstruction à la suite typhon Haiyan.
Le navire représenta la Chine en 2014 lors de l'exercice RIMPAC, aux côtés du navire-hôpital américain USNS Mercy.
En octobre 2017, il se rendit au Gabon pour y fournir des services médicaux. Selon les médias, son équipe y examina plus de 3 000 personnes et effectué des dizaines de chirurgies.

## Caractéristiques
Le Daishan Dao est le seul navire de sa classe et porte le numéro de fanion 866. Il est affecté à la South Sea Fleet (flotte de la mer du Sud) basée à Zhoushan dans la province du Zhejiang. Il a une capacité de 300 lits, 20 lits médicalisés, 8 salles d'opération et peut effectuer 40 interventions chirurgicales majeures par jour, en plus d'opérations de radioscopie, d'échographie, scanners, hémodialyses, de soins dentaires et de médecine traditionnelle chinoise,. Il est également équipé d'un système de réseau de communication à distance pour permettre des téléconférences avec des médecins et des spécialistes à terre.
Conformément aux Conventions de Genève, le Daishan Dao et son équipage ne portent aucune arme offensive, le navire est également peint en blanc avec des croix rouges pour le marquer comme navire-hôpital.

## Galerie

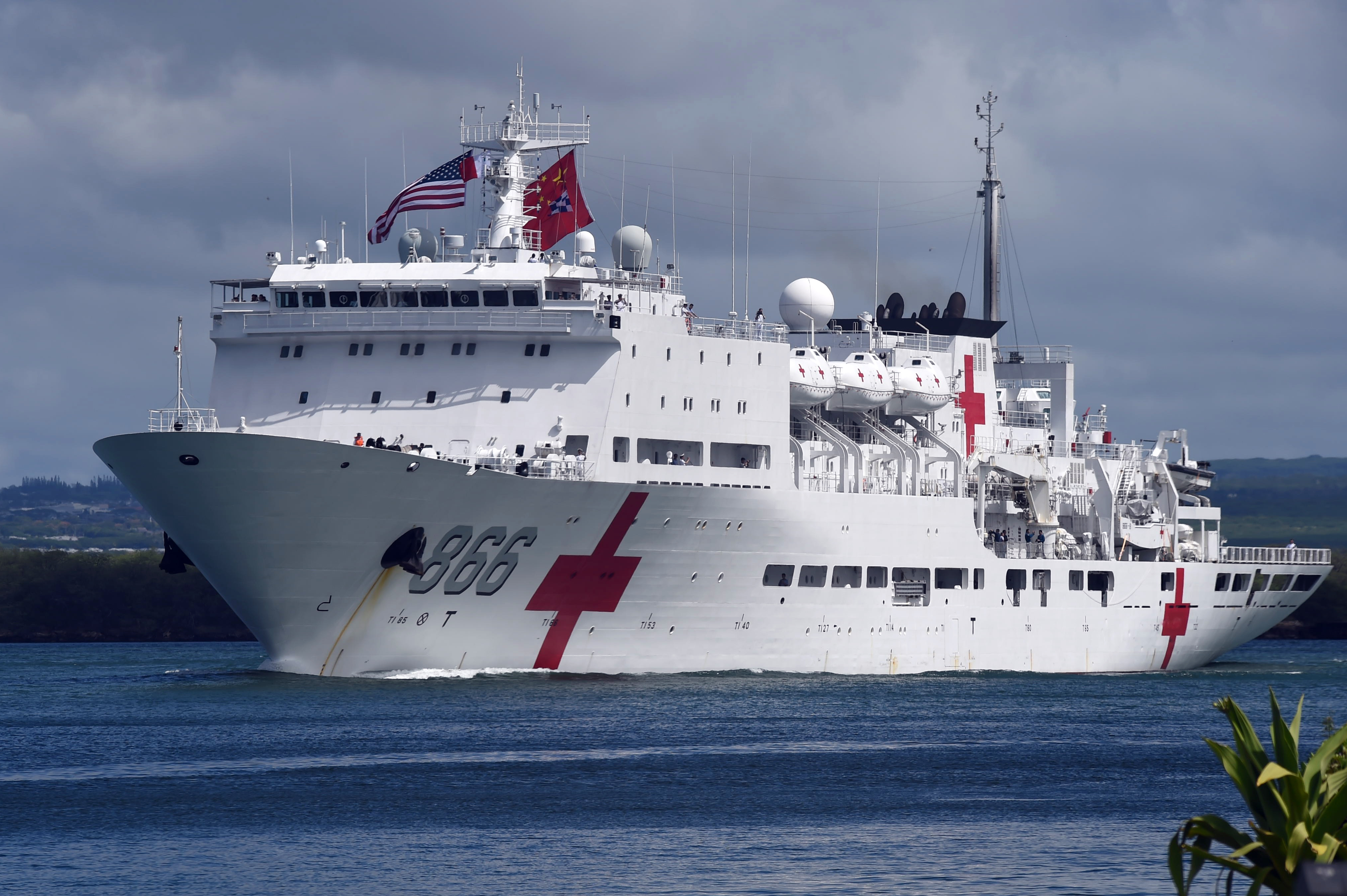
Le Daishin Dao durant l'oppération RIMPAC en 2016.
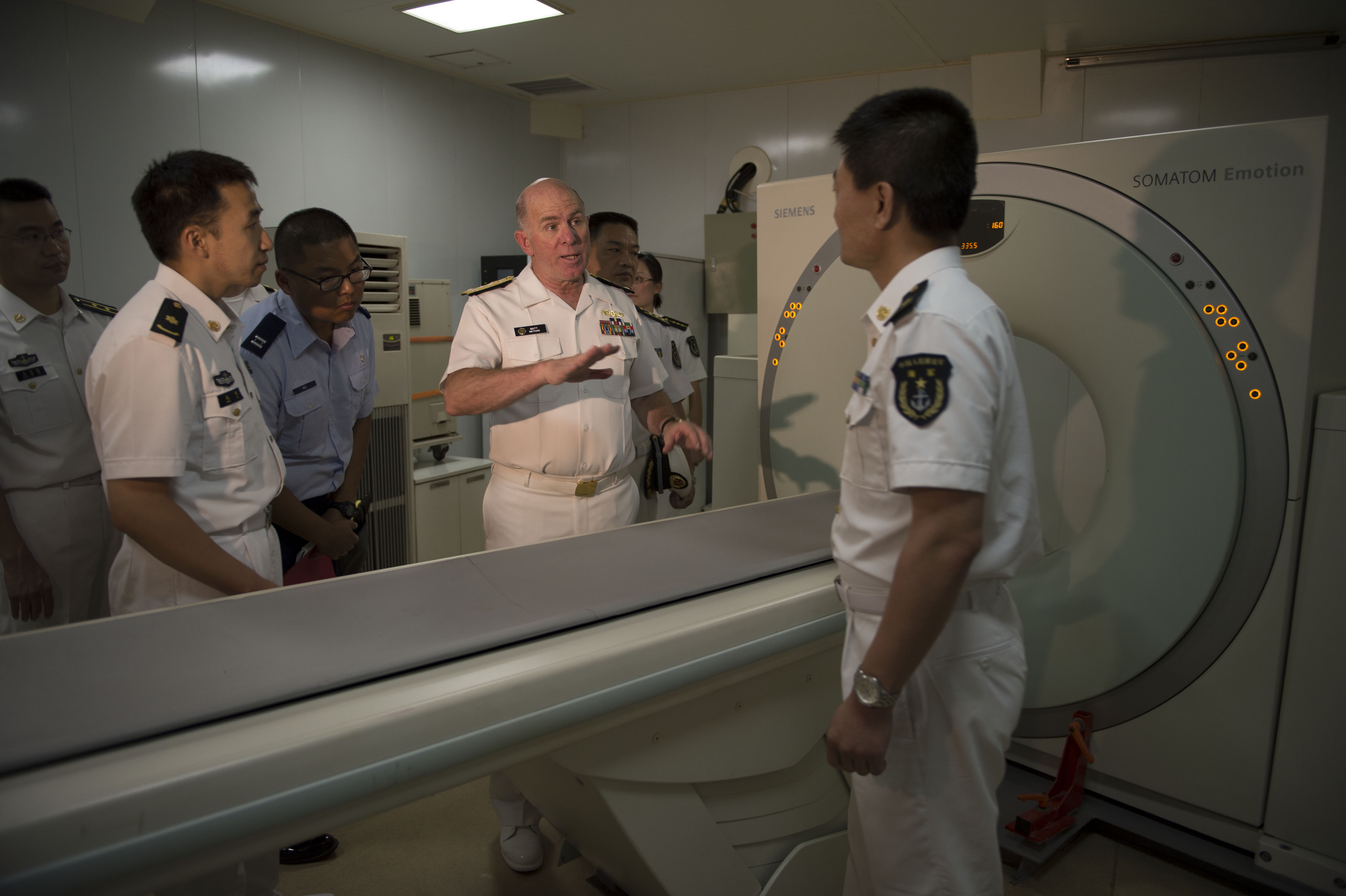
L'appareil à tomographie informatisée (CT) à bord.

## Navires similaires

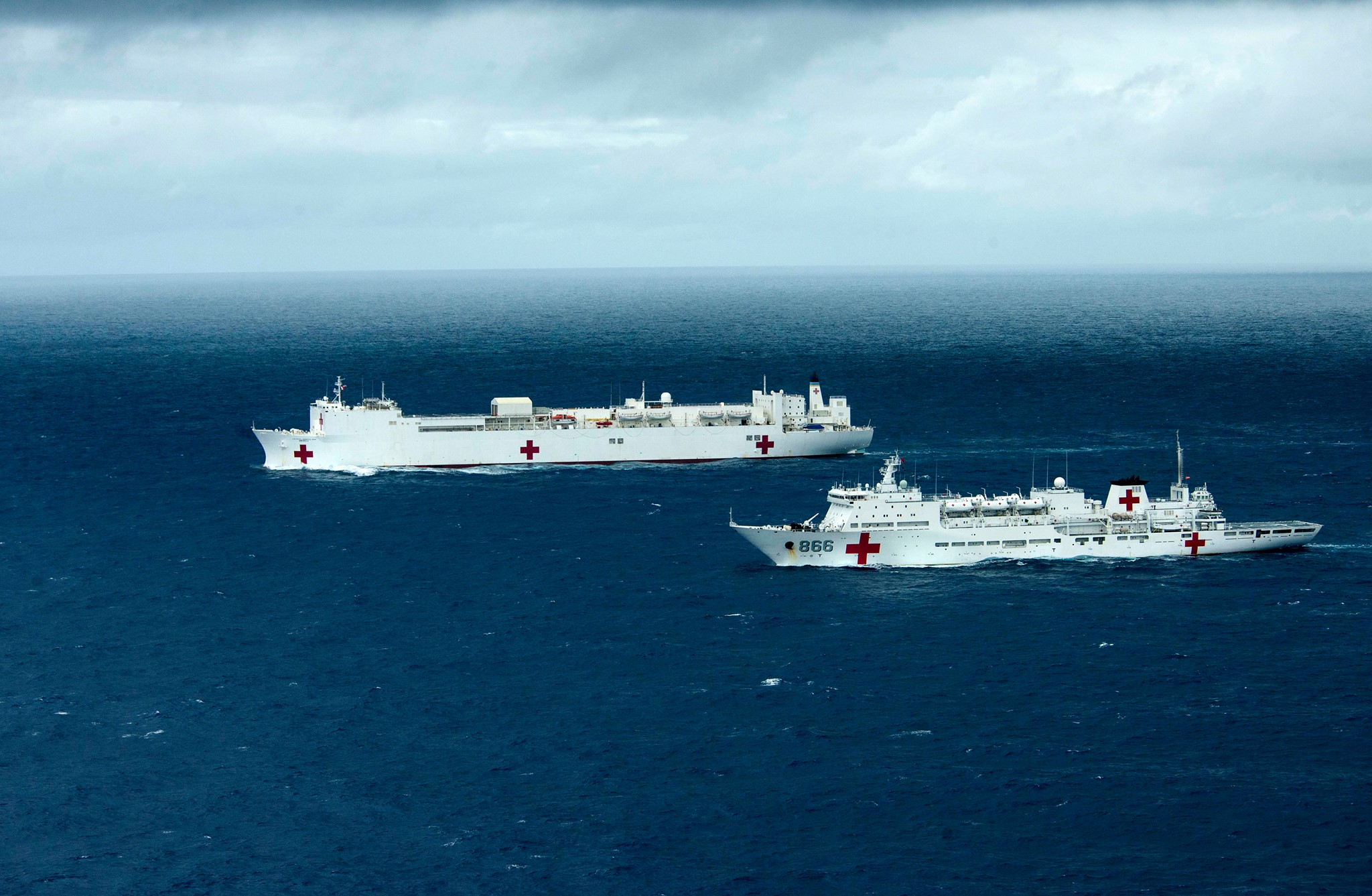
Peace Ark (devant) et USNS Mercy naviguant côte à côte.

- Autres navires hospitaliers de l'armée populaire de libération :
  - 832 Nanyun et 833 Nankang — deux navires-hôpitaux de classe Nankang sont des navires de 2 150 tonnes de transport et d'attaque de classe Qiongsha modifiés construits dans les années 1980[2] ;
  - Y832 (Bei Kang) et Y834 (Dong Kang) — stationnés aux flottes de la mer du Nord et de la mer de l'Est ;
  - 82 Shichang — navire-hôpital à temps partiel de 9 500 tonnes construit en 1997 en tant que navire d'entraînement à l'aviation polyvalent et pouvant être reclassé en navire de mobilisation/défense avec l'ajout d'unités modulaires[2] ; Le pont peut accueillir des unités modulaires pour des centre de traitement et de services et possède deux héliports ;
  - 865 Zhuanghe — (environ 30 000 tonnes) porte-conteneurs converti avec 14 unités médicales modulaires, un héliport et une tour de contrôle, probablement basé à Sanya, île de Hainan ;
  - Project 320 — Navire hospitalier de classe Ob ': navire-hôpital russe à la retraite (1980-1997) racheté en 2007, avec l’intention de le restaurer pour le service en tant que navire-hôpital, construit au chantier naval Adolf Worski dans les années 1980.
- États-Unis Navires-hôpitaux de classe Mercy de 70 000 tonnes :
  - USNS Mercy (T-AH-19)
  - USNS Comfort (T-AH-20)